# Helge Håkansson
Helge Wilhelm Håkansson, född 1920 i Östra Huseby, Östergötland, död 26 juli 2003, var en svensk målare och tecknare. 
Han var son till lantbrukaren Erik Håkansson och Sofia Eriksson och gift med Maj Säfström.  
Helge Håkansson studerade vid Otte Sköld och Signe Barths målarskolor i Stockholm och företog därefter studieresor till Grekland, Frankrike och Spanien. Han hade separatutställningar på ett tjugotal platser i Sverige och han medverkade i samlingsutställningen Unga tecknare på Nationalmuseum, Liljevalchs vårsalong. HSB:s God konst i varje hem, Sveriges allmänna konstförenings Vårsalong, Svart och vitt på Konstakademin och Östgöta konstförenings utställningar.
Han tilldelades Östgöta konstförenings stipendium 1963 och statliga stipendier 1974 och 1978.
Hans konst består av arbeten i olja, pastell och akvarell
Håkansson är representerad vid Stockholms läns landsting, Malmö läns landsting, Örebro läns landsting, Östergötlands läns landsting, Linköpings kommun, Motala kommun, Solna kommun, Örebro kommun och Statens konstråd.